# 稲沢市立三宅小学校
稲沢市立三宅小学校（いなざわしりつみやけしょうがっこう）は、愛知県稲沢市平和町にある公立小学校。

## 概要
- 旧・中島郡平和町の小学校であり、2005年までの校名は平和町立三宅小学校であった。

## 沿革
- 1872年（明治5年） - 三宅村義黌が開校。延命寺[注釈 1]を仮校舎とする。
- 1874年（明治7年） - 第四中学校区十九番小学校区三宅村義校に改称する。
- 1875年（明治8年）5月1日 - 新校舎（木造洋風3層建）が完成し、移転。同時に時雍学校に改称する。法立村、三宅村、板葺村、東城村、西溝口村、氷室村、坂田村、今村、須ヶ谷村、井堀村の児童が通学する。
- 1878年（明治11年） - 東城村が離脱し、東学校が開校。
- 1881年（明治14年） - 暴風雨で校舎の最上階（3階）が破損。2階建に改装する。
- 1882年（明治15年）5月1日 - 東学校を統合する。中島郡第三四学区屯倉学校に改称する。
- 1887年（明治20年）4月1日 - 尋常小学校三宅学校に改称する。三宅村、東城村、目比村、今村、氷室村、坂田村、井堀村の児童が通学する。
- 1889年（明治22年）10月1日 - 三宅村、板葺村、東城村が合併し、三宅村が発足。
- 1894年（明治27年）8月1日 - 高等科を設置し、三宅尋常高等小学校に改称する。
- 1901年（明治34年）9月1日 - 高等科を廃止し、三宅尋常小学校に改称する。校区は三宅村のみとなる。
- 1906年（明治39年）
  - 5月2日 - 村域の一部（三宅、東城）が分離し、六輪村、左右川村、井長谷村の一部と合併、平和村が発足。三宅村は平和村の学校となる。
  - 5月10日 - 残部が実田村、吉田村、豊田村、及び大江村の一部と井長谷村の一部（井堀）と合併し、千代田村が発足。同日三宅村廃止。
- 1907年（明治40年）1月1日 - 現在地に移転し、平和村立三宅尋常小学校に改称する。校区が変更され、平和村の一部（三宅・東城）と千代田村の一部（坂田、氷室）となる。
- 1912年（明治45年）4月1日 - 校舎を増築する。
- 1914年（大正3年） - 平和高等小学校が開校。
- 1922年（大正11年）4月1日 - 平和高等小学校が廃校。三宅尋常小学校に高等科を設置し、三宅尋常高等小学校に改称する。千代田村の一部（坂田、氷室）の委託を解消。
- 1941年（昭和16年）4月1日 - 三宅国民学校に改称する。
- 1942年（昭和17年）4月1日 - 村内の国民学校高等科を統合し、中島郡平和村立平和国民学校高等科が開校。三宅国民学校は尋常科のみとなる。
- 1947年（昭和22年）4月1日 - 平和村立三宅小学校に改称する。
- 1954年（昭和29年）4月1日 - 平和村が町制施行して平和町となる。同時に平和町立三宅小学校に改称する。
- 1966年（昭和41年）3月1日 - 新校舎（鉄筋コンクリート造）が完成する。
- 1970年（昭和45年）4月1日 - 校区に前波団地が完成。
- 1972年（昭和47年）8月9日 - 校舎（鉄筋コンクリート造）が完成する。
- 1973年（昭和48年）7月5日 - プールが完成する。
- 1977年（昭和52年）10月29日 - 校舎を増築する。
- 1978年（昭和53年）4月1日 - 前波（東城・六輪の各一部より成立した地名）が校区に加わる。
- 1979年（昭和54年）3月10日 - 屋内運動場が完成する。
- 1982年（昭和57年）3月31日 - 校舎を増築する。

## 通学区域
- 平和町観音堂、平和町上三宅、平和町中三宅、平和町下三宅、平和町さくら中央、平和町東城、平和町上前浪、平和町下前浪[1]。

## 進学先中学校
- 稲沢市立平和中学校

## その他
- 1875年完成の校舎は洋風の3層の建物であり、最上層（3階）は太鼓堂となっており、授業開始終了の合図を太鼓で行っていた。1881年の暴風雨で太鼓堂は破損し撤去され、太鼓も行方不明となっていたが、1940年頃に偶然に見つかったという。この太鼓は現在は校内の三宅小学校記念館に保管されている。

## 交通アクセス
- 名鉄尾西線丸渕駅下車、徒歩約40分。
- 名鉄尾西線渕高駅下車、徒歩約40分。
- 稲沢市コミュニティバス千代田・平和線「平和支所」バス停より徒歩約15分。